# Morrison (Wisconsin)
Morrison es un pueblo ubicado en el condado de Brown en el estado estadounidense de Wisconsin. En el Censo de 2010 tenía una población de 1.599 habitantes y una densidad poblacional de 16,95 personas por km².

## Geografía
Morrison se encuentra ubicado en las coordenadas 44°16′57″N 87°56′54″O / 44.28250, -87.94833. Según la Oficina del Censo de los Estados Unidos, Morrison tiene una superficie total de 94.35 km², de la cual 94.01 km² corresponden a tierra firme y (0.37%) 0.34 km² es agua.

## Demografía
Según el censo de 2010, había 1.599 personas residiendo en Morrison. La densidad de población era de 16,95 hab./km². De los 1.599 habitantes, Morrison estaba compuesto por el 97.06% blancos, el 0.19% eran afroamericanos, el 0.44% eran amerindios, el 0.25% eran asiáticos, el 0% eran isleños del Pacífico, el 1.56% eran de otras razas y el 0.5% pertenecían a dos o más razas. Del total de la población el 2% eran hispanos o latinos de cualquier raza.